# Expo 2012
L'Esposizione specializzata 2012 (ufficialmente (KO)  2012 여수 세계 박람회,(EN)  International Exposition Yeosu Korea 2012) si è svolta dal 12 maggio al 12 agosto 2012 a Yeosu, in Corea del Sud. Il tema scelto per la Expo è The Living Ocean and Coast (Costa e Oceani che vivono).
Commissario governativo per l'esposizione è stato nominato Joon-Hee Lee.

## Tema
Il tema completo scelto per la Esposizione Internazionale 2012 di Yeosu è Costa e Oceani che vivono - Diversità di Risorse e Attività sostenibili, e si pone in continuità col tema Acqua e sviluppo sostenibile scelto per la Expo 2008 di Saragozza.
L'organizzazione coreana vuole affrontare temi quali la distruzione dell'ecosistema marino e la scarsità di risorse, proporre nuovi equilibri attraverso Scienza e Natura, anche attraverso la creazione di nuove tecnologie eco-compatibili, approfondire il problema della competizione per lo sfruttamento del mare e ragionare su una nuova cultura del mare che possa portare a scelte e decisioni comuni fra tutti i Paesi, col fine di non intaccare gli equilibri marini.
Sono stati individuati anche i seguenti sottotemi:
- Sviluppo costiero e preservazione

Per sottolineare e capire l'importanza, il valore e la funzione degli oceani e delle coste; per mostrare il frutto dell'agire umano su di essi e per ragionare su una visione d'insieme futura; per proporre un modello alternativo di sviluppo sostenibile che miri alla preservazione.
- Nuove tecnologie per le risorse

Per presentare lo stato dell'arte nelle tecnologie a sostegno dello sfruttamento ecosostenibile degli Oceani e delle Coste; per proporre un modello equilibrato di sviluppo fra Scienza e Natura.
- Attività marittime creative

Per mostrare lo scambio culturale fra Uomo e Oceani, presentare attività culturali relative al tema proposto e vedere il maro come mezzo di scambio culturale fra popoli.

## Sito

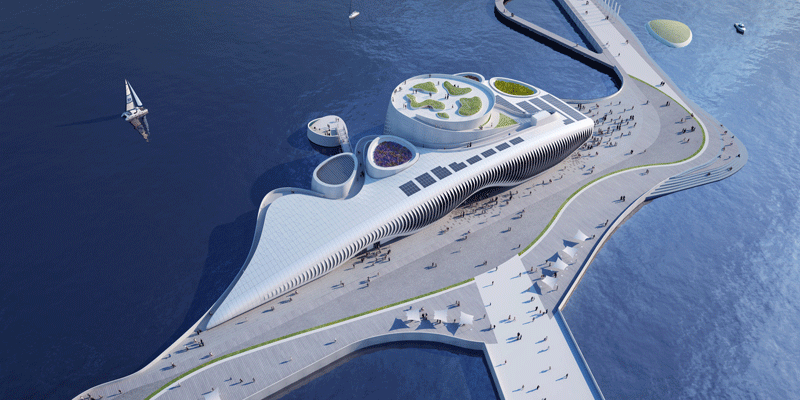
Render con veduta aerea del Padiglione Tematico

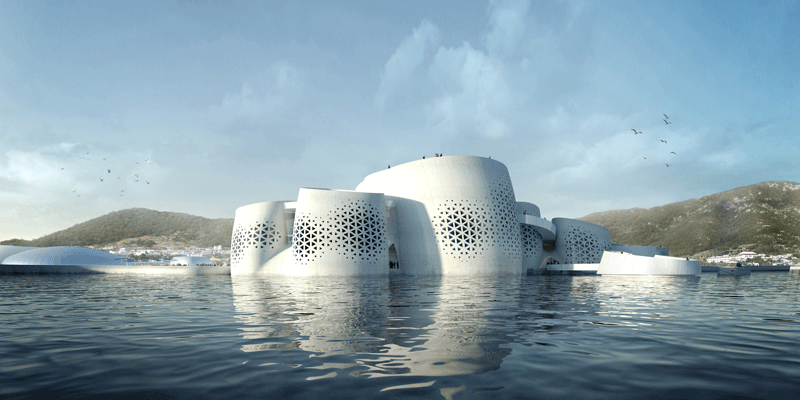
Render con veduta dal mare del Padiglione Tematico

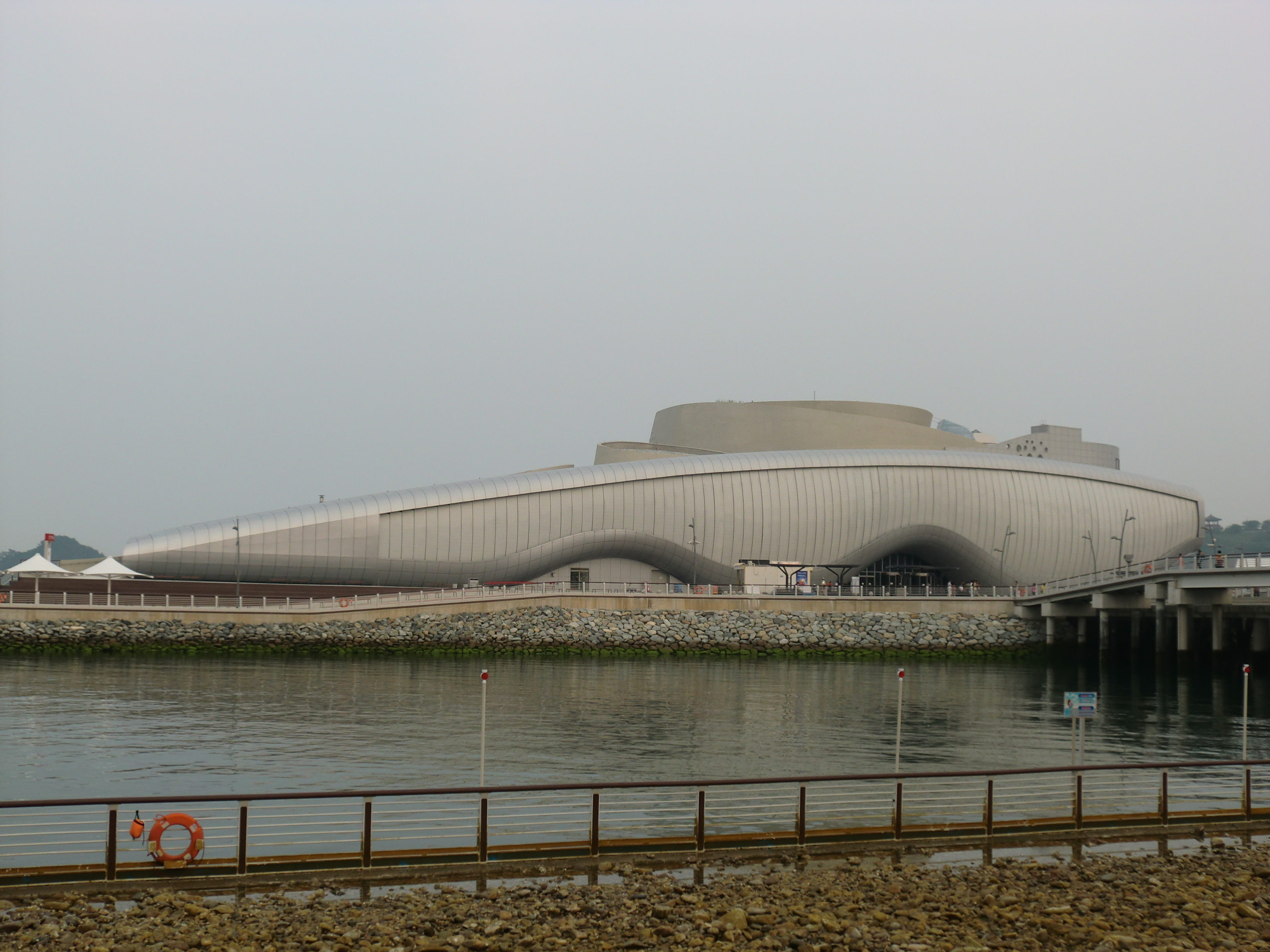
Padiglione tematico

Spettacolo al Big-O

L'area espositiva della Expo 2012 occuperà la parte del fronte mare della città di Yeosu che si affaccia verso l'isola di Odong-do.
Il sito è organizzato in tre fasce che rappresentano rispettivamente la città, la costa e l'oceano. Esse sono:
- La zona espositiva vera e propria, con i padiglioni dei Paesi partecipanti, tagliata dalla Expo digital avenue. Le pareti esterne dei padiglioni internazionali verranno utilizzate per creare la cosiddetta Digital Gallery che, attraverso l'applicazione delle tecnologie IT, trasformerà lo stesso viale tra i padiglioni in un vero e proprio spazio espositivo;
- Il Coastal triangle (Triangolo costiero), una riproduzione dell'ambiente costiero
- Il Big-O

È la zona centrale e simbolica della esposizione coreana caratterizzata da una grande vasca, parte integrante del futuro acquario cittadino e del centro scientifico-tecnologico sugli studi oceanografici. Vi si possono individuare i seguenti elementi caratterizzanti:
- - Il palco sul mare e il teatro all'aperto, con una capacità di circa 3.000 persone
  - Lo show multimediale sull'acqua
  - Il polo delle proiezioni multimediali
  - Il parco giochi acquatico
  - Il ponte Yeony, estensione sul mare dell'asse centrale tra i padiglioni
  - Il ponte Suny con il pontile di osservazione

Nel sito sono inoltre previste ulteriori strutture:
- Expo Hall, un complesso multifunzione sede del Ocean Forum e degli eventi culturali quali concerti, musical e rappresentazioni teatrali, composto da un Auditorium per concerti, un teatro e un centro congressi. La struttura verrà mantenuta e sarà a disposizione della città per l'utilizzo post-Expo.
- Expo Plaza, la grande piazza nel cuore del sito espositivo, circondata da Expo Hall, Padiglione coreano, Padiglioni internazionali e Coastal Triangle.
- Sky Tower, creata ristrutturando un silo esistente di 55 metri di altezza. Ospiterà un planetario e il padiglione degli oceani profondi.

### Padiglioni tematici
Oltre a tre grandi strutture in cui verranno ospitati i padiglioni internazionali, il sito Expo si comporrà anche delle seguenti strutture espositive:
- Il padiglione tematico

L'architetto austriaco Günther Weber sol suo studio Soma architecture si sono aggiudicati il concorso per l'ideazione del padiglione centrale della Expo coreana, con il tema One Ocean (Un oceano). Il tema dell'esposizione che sarà ospitata dal padiglione è Coexistence of the Ocean and Humanity (Coesistenza dell'Oceano e dell'Umanità). L'area totale dei due piani dell'edificio è di circa 6.000 m2, con un'area espositivo di circa 2.100 m2.
Il secondo piano dell'edificio ospiterà la Ocean and Coast Best Practice Area (OCBPA), ovvero l'area dedicata ai progetti più significativi in ambito marino. Tramite un comitato di selezione è stato scelto un insieme di esperienze particolarmente interessanti proposte da enti, istituti, aziende ma anche singole nazioni. I progetti vincitori, organizzati secondo tre tamatiche sono:
| Progetti OCBPA               | Progetti OCBPA                                      | Progetti OCBPA                                                   | Progetti OCBPA | Progetti OCBPA                |
| Tema                         | Contenuto                                           | Organizzazione                                                   | Paese          | Tipologia                     |
| ---------------------------- | --------------------------------------------------- | ---------------------------------------------------------------- | -------------- | ----------------------------- |
| Scienza Marina e Tecnologia  | Global Ocean Observation System (GOOS)              | IOC                                                              | Francia        | Organizzazione internazionale |
| Scienza Marina e Tecnologia  | Hydrothermal vent (UUA, ROV, AOV)                   | JAMSTEC                                                          | Giappone       | Istituto di ricerca           |
| Scienza Marina e Tecnologia  | Censimento della vita marina                        | Census of Marin Life                                             | Stati Uniti    | Programma internazionale      |
| Scienza Marina e Tecnologia  | Partnership for Observation of the Global Oceans    | POGO                                                             | Regno Unito    | Organizzazione internazionale |
| Industria Marina e Commercio | LNG-FPSO                                            | Samsung Heavy Industries                                         | Corea del Sud  | Azienda                       |
| Industria Marina e Commercio | Impianto di desalinizzazione                        | Doosan Heavy Industries                                          | Corea del Sud  | Azienda                       |
| Industria Marina e Commercio | Impianto per energia da moto ondoso del Lago Shihwa | Sihwa Tidal Power Plant                                          | Corea del Sud  | Azienda                       |
| Industria Marina e Commercio | La più grande nave da crociera del mondo            | STX Europe                                                       | Unione europea | Azienda                       |
| Industria Marina e Commercio | La più grande nave da crociera del mondo            | RCCL                                                             | Stati Uniti    | Aziende                       |
| Politica Marina              | Regional Integrated Coastal Zone Management (ICM)   | Northwest Pacific Action Plan (NOWPAP)                           | Corea del Sud  | Organizzazione internazionale |
| Politica Marina              | Regional Integrated Coastal Zone Management (ICM)   | YSLME(UNDP/GEF)                                                  | Corea del Sud  | Organizzazione internazionale |
| Politica Marina              | Area Marina Protetta                                | Charles Darwin Foundation                                        | Ecuador        | Organizzazione internazionale |
| Politica Marina              | Acquario e Museo                                    | Nausicaa(World Ocean Network)                                    | Francia        | Organizzazione pubblica       |
| Politica Marina              | Black Sea Box Education Kit                         | Commissione per la protezione del Mar Nero contro l'inquinamento | Turchia        | Organizzazione internazionale |

- Padiglione della vita marina

Il nuovo acquario di Yeosu avrà un'estensione di circa 850 m2 e sarà organizzato secondo quattro zone tematiche: Nascita ed Evoluzione della vita marina, Diversità della vita e dell'ambiente marino, Distruzione dell'ecosistema marino e utilizzo insensato delle risorse, Coesistenza tra Uomo e vita marina per il futuro. Sarà il più grande di Corea e ospiterà rare specie quali il beluga.
- Padiglione del clima e dell'ambiente

L'edificio di 1.437 m2 di superficie totale ebbe come tema The Ocean, the Mediator of Climate and Environment (L'Oceano, mediatore tra clima e ambiente). Il fine dell'esibizione interna a questo padiglione fu quello di dare consapevolezza delle conseguenze del cambio climatico e fornire le soluzioni per una società low-carbon, ovvero a basso consumo di carbonio.
- Padiglione dell'industria e della tecnologia marina

Questo padiglione, con un totale di 1.435 m2 di superficie, espose il tema Realizing the Blue Economy through Marine Industry and Technology (Realizzare l'Economia Blu grazie all'industria e alla tecnologia), trattando ti tematiche quali l'utilizzo dell'Oceano come alternativa alla scarsità di risorse naturali, la coltura delle alghe marine per la produzione di bioetanolo e plastica, ecc.
- Padiglione delle città e delle civiltà marine

Il tema del padiglione da circa 2.900 m2 riguardò l'incontro tra città e mare e proporrà una storia dell'evoluzione delle città costiere, il loro declino ma anche la loro rinascita e idee per progetti futuri in questo ambito, il tutto sotto il tema Humankind's Challenges and Achievements with the Sea (Le sfide e le conquiste dell'umanità con il mare).
- Padiglione delle arti marine
- Padiglione delle organizzazioni internazionali
- Padiglione Corea

Edificio di tre piani con un'area totale di 5.248 m2, fu caratterizzato da una copertura esterna basata sul motivo tradizionale coreano del Taegeuk. Il tema del padiglione era Korea's Spirit of Ocean Exploration and Ocean Capabilities (Lo spirito coreano dell'esplorazione degli oceani e delle possibilità dell'oceano).

Padiglione dei governi locali

- Padiglione dei governi locali

Questo padiglione collettivo ospitò 23 moduli per 22 governi locali e per la città di Yeosu, per una superficie totale di 5.300 m2
- Padiglioni delle imprese

Per ospitare le imprese furono un padiglione collettivo ed un'area dedicata a singoli padiglioni aziendali. Il primo con una superficie totale di 28.360 m2, mentre l'area dedicata ai secondi (7 moduli) era di 13.720 m2.

## Partecipanti
| Paesi |
| --- |
| |
| Americhe |
| - Antigua e Barbuda - Argentina - Colombia - Dominica - Ecuador - El Salvador - Guatemala - Grenada - Guyana - Honduras - Nicaragua - Panama - Paraguay - Perù - Rep. Dominicana - Saint Kitts e Nevis - Suriname - Stati Uniti - Uruguay |
| Africa |
| - Algeria - Angola - Burkina Faso - Costa d'Avorio - Egitto - Eritrea - Gambia - Gabon - Ghana - Guinea-Bissau - Guinea Equatoriale - Kenya - Libia - Mali - Mauritania - Nigeria - Rep. Centrafricana - RD del Congo - Ruanda - Senegal - Seychelles - Sudan - Tanzania - Tunisia - Uganda                                                   |
| Asia |
| - Arabia Saudita - Bangladesh - Brunei - Cambogia - Cina - Corea del Sud - Emirati Arabi Uniti - Filippine - Giappone - Giordania - Israele - India - Indonesia - Laos - Malaysia - Maldive - Mongolia - Nepal - Oman - Pakistan - Qatar - Singapore - Sri Lanka - Qatar - Tagikistan - Thailandia - Timor Est - Uzbekistan - Vietnam - Yemen |
| Europa |
| - Armenia - Azerbaigian - Belgio - Croazia - Danimarca - Francia - Germania - Italia - Kazakistan - Lituania - Monaco - Norvegia - Paesi Bassi - Portogallo - Romania - Spagna - Russia - Svizzera - Svezia - Turchia - Ucraina |
| Oceania |
| - Australia - Figi - Kiribati - Isole Marshall - Nauru - Palau - Papua Nuova Guinea - Samoa - Isole Salomone - Tonga - Tuvalu - Vanuatu |
| Stati/Regioni/Città |
| Organizzazioni |
| - Convenzione sulla diversità biologica - FAO - GEF - Commissione oceanografica intergovernativa - IPCC - OECD - ONU - PEMSEA - Organizzazione marittima internazionale - Programma Alimentare Mondiale |
| Aziende |
| - POSCO - Lotte - GS Group - Samsung - LG - Gruppo SK - Hyundai - Korea Shipowners’ Association and Hanwha Chemical |

### Padiglioni nazionali
I padiglioni espositivi dei Paesi partecipanti occuparono la parte preponderante dell'area Expo per circa 71.700 m2. All'interno della zona dedicata ai padiglioni venne costruita una torre d'osservazione che dava la possibilità di avere una visuale completa del sito. Nella stessa area furono costruiti:
- Un auditorioum multiuso da 5.800 m2
- Un Support & Management Center da 44.100 m2
- Servizi commerciali per un totale di 9.700 m2

I padiglioni furono organizzati secondo la localizzazione geografica del Paese espositore, ovvero rispetto all'Oceano sul quale si affaccia il Paese. Per gli Stati che non si affacciano su alcun mare vennero ospitati in una zona apposita. Si crearono così quattro blocchi:
- Sea of Life (Mare di Vita): dedicato all'area dell'Oceano Pacifico;
- Sea of Exchange (Mare di Dialogo): dedicato all'Oceano Atlantico;
- Sea of Peace (Mare di Pace): dedicato all'area dell'Oceano Indiano;
- Sea of Land (Mare di Terra): dedicato ai Paesi senza sbocco sul mare.

#### Partecipazione italiana

Padiglione Italia

La partecipazione italiana alla Expo 2012 di Yeosu è stata autorizzata con la pubblicazione nella Gazzetta Ufficiale n. 182 del 6 agosto 2010 decreto-legge 5 agosto 2010, n. 125.
(Decreto-legge 5 agosto 2010, n. 125, pubblicato nella Gazzetta Ufficiale n. 182 del 6 agosto 2010)
Commissario generale di Governo per Expo 2012 è stato nominato l'ambasciatore Claudio Moreno.
Il 27 ottobre 2010 anche l'Italia è ufficialmente entrata nell'elenco dei paesi partecipanti.

## Visitatori

### Biglietti
La tabella di seguito riassume tipologia e prezzo dei biglietti di ingresso per Expo 2012.
| Prezzo biglietti     | Prezzo biglietti   | Prezzo biglietti | Prezzo biglietti | Prezzo biglietti |
| Categoria            | Categoria          | Adulti           | Giovani          | Bambini e Senior |
| -------------------- | ------------------ | ---------------- | ---------------- | ---------------- |
| Giornaliero standard | Giornaliero        | 33.000           | 25.000           | 19.000           |
| Giornaliero standard | Serale             | 18.000           | 14.000           | 10.000           |
| Peak day             | Giornaliero        | 40.000           | 30.000           | 23.000           |
| Peak day             | Serale             | 22.000           | 17.000           | 12.000           |
| Scontato             | Gruppi             | 29.000           | 22.000           | 16.000           |
| Scontato             | Giornaliero gruppi | 25.500           | 16.000           | 12.000           |
| Scontato             | Due giorni         | 53.000           | 40.000           | 30.000           |
| Scontato             | Tre giorni         | 69.000           | 53.000           | 40.000           |
| Scontato             | Stagionale         | 200.000          | 150.000          | 100.000          |

Sono stati istituiti degli speciali sconti di pre-vendita, validi esclusivamente per biglietti di tipo Giornaliero standard, Peak day (per i giorni per cui è prevista massima affluenza), Due Giorni e Tre Giorni:
- 15% per acquisti dal 28 giugno al 31 agosto 2011
- 10% per acquisti dal 1º settembre al 31 dicembre 2011
- 5% acquisti dal 1º gennaio al 30 aprile 2012

## Immagine della Expo

Yeosulang e Badalang, le mascotte inizialmente scelte

### Logo
Il logo della Expo 2012 è formato da tre elementi colorati che vogliono simboleggiare:
- Rosso: gli organismi viventi marini e terrestri;
- Blu: Gli oceani nella loro purezza;
- Verde: L'ambiente

I tre elementi sono divisi da una sottile onda bianca che rimanda alle onde dell'oceano e tutto l'insieme forma un cerchio perfetto che vuole avere il significato di armonia fra uomo, esseri viventi, mare e natura.

### Mascotte
Le mascotte di Expo 2012 si chiamano Yeony e Suny e sono personificazioni del plancton. Il primo è un personaggio maschile di colore blu, che vuole simboleggiare l'acqua e l'oceano; la seconda è una femmina, di colore rosso, che simboleggia gli organismi viventi sulla terra. I loro nomi derivano dallo stesso nome della città che ospita la manifestazione, dove yeo significa bello e su significa acqua.
Le mascotte che vennero create in un primo momento per la Expo 2012 si chiamavano Yeosulang e Badalang. Erano due personaggi coloratissimi perché vogliono riferirsi alla diversità di creature nell'ecosistema e di culture nel Mondo. La forma irregolare del personaggio principale, Yeosulang, invece, simboleggia la linea costiera della regione i Yeosu. La sua forma a stella vuole simboleggiare il dinamismo coreano e l'aspirazione a essere un Paese "di mare", mentre la simpatica conchiglietta Badalang è lo spirito caldo e accogliente dei coreani.

### Inno
La canzone ufficiale della manifestazione è Memories of the Sea interpretata da IU.

## Post Expo
Per l'utilizzo a fine manifestazione è stato presentato un piano approfondito di utilizzo delle strutture e di rivitalizzazione della città di Yeosu, che prevede il proseguimento delle attività di ricerca marina e delle organizzazioni presenti alla Expo. Rimarrà inoltre attivo l'acquario.

## Selezione della città organizzatrice
|  |  |  |  |  |

Per l'Esposizione Internazionale del 2012 avevano presentato domanda presso l'Ufficio Internazionale delle Esposizioni (BIE) anche le seguenti città, con relativi temi proposti:
- Tangeri, Marocco, Routes of the world, Culture connecting (Itinerari del mondo, connessione fra culture)

La candidatura del Marocco prendeva spunto anche dalla strategica posizione geografica della città, all'incrocio tra Europa ed Africa, per proporre un tema centrato sul tema dell'itinerario come avvicinamento tra culture, col fine di uno sviluppo intelligente e sostenibile. Sarebbe stata la prima Expo mai organizzata in terra d'Africa.
- Breslavia, Polonia, The Culture of Leisure in World economies (La cultura del tempo libero nelle economie del mondo)

La città polacca proponeva un tema in linea col proprio spirito giovane e dinamico, che sviluppasse il tema del tempo libero come un fattore di crescita nazionale e internazionale in un contesto globalizzato e mondi interdipendenti.
| Votazione per Expo 2008 | Votazione per Expo 2008 | Votazione per Expo 2008 | Votazione per Expo 2008 |
| Città                   | Paese                   | 1ª votazione            | 2ª votazione            |
| ----------------------- | ----------------------- | ----------------------- | ----------------------- |
| Tangeri                 | Marocco                 | 59                      | 63                      |
| Yeosu                   | Corea del Sud           | 68                      | 77                      |
| Breslavia               | Polonia                 | 13                      | -                       |

La decisione finale venne presa dal BIE durante la 142ª Assemblea generale del 26 novembre 2007. Essendo tre le città in lizza, per essere eletta al primo turno una proposta avrebbe dovuto ricevere i due terzi dei 140 voti totali (pari al numero di Stati membri del BIE); è stato necessario ricorrere alla seconda votazione in quanto ciò non è avvenuto. Il riassunto delle votazioni è presentato in tabella.